# Palazzo Clary-Ficquelmont

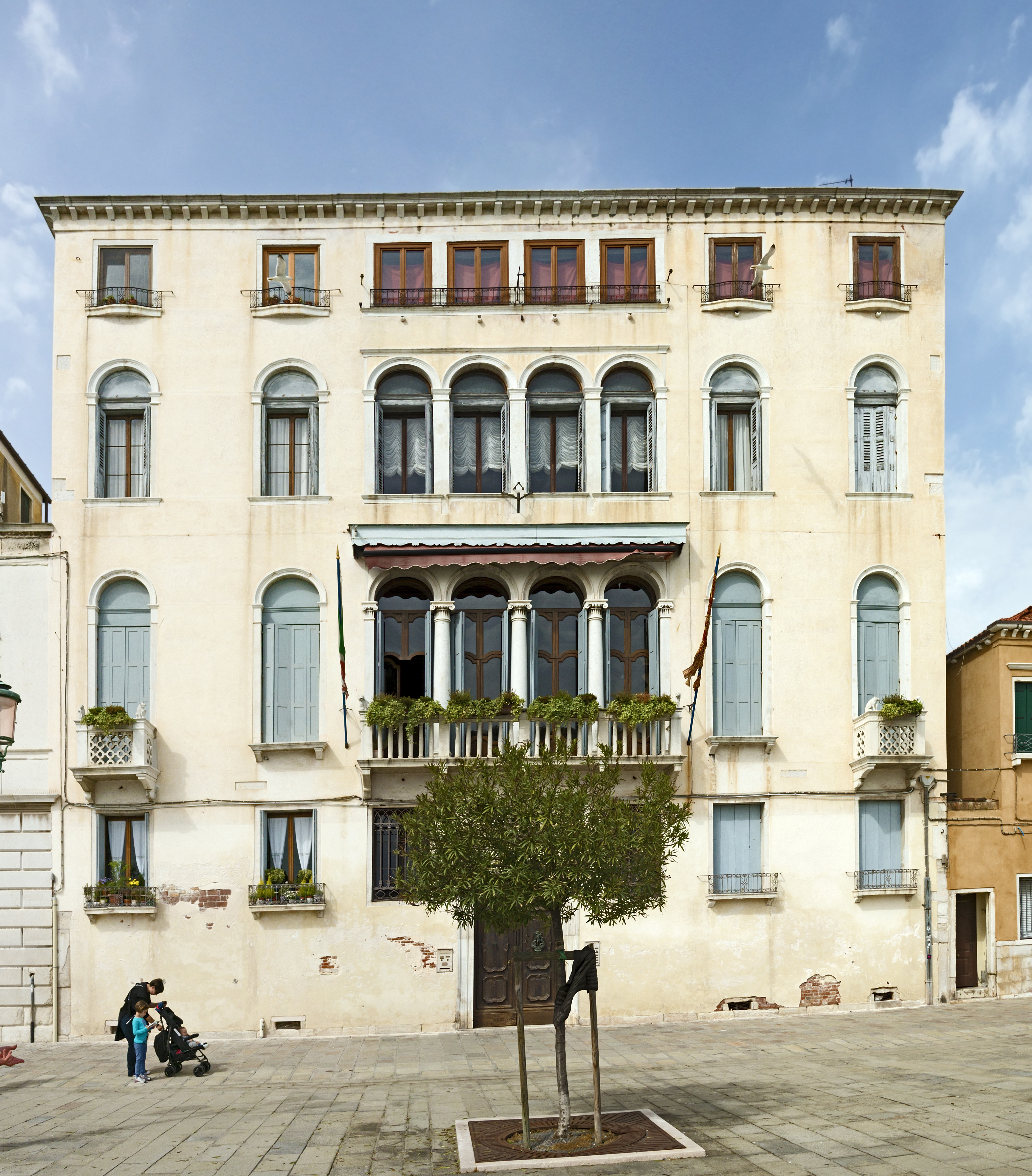
Die Fassade des Palazzo Clary-Ficquelmont auf die Fondamenta delle Zattere

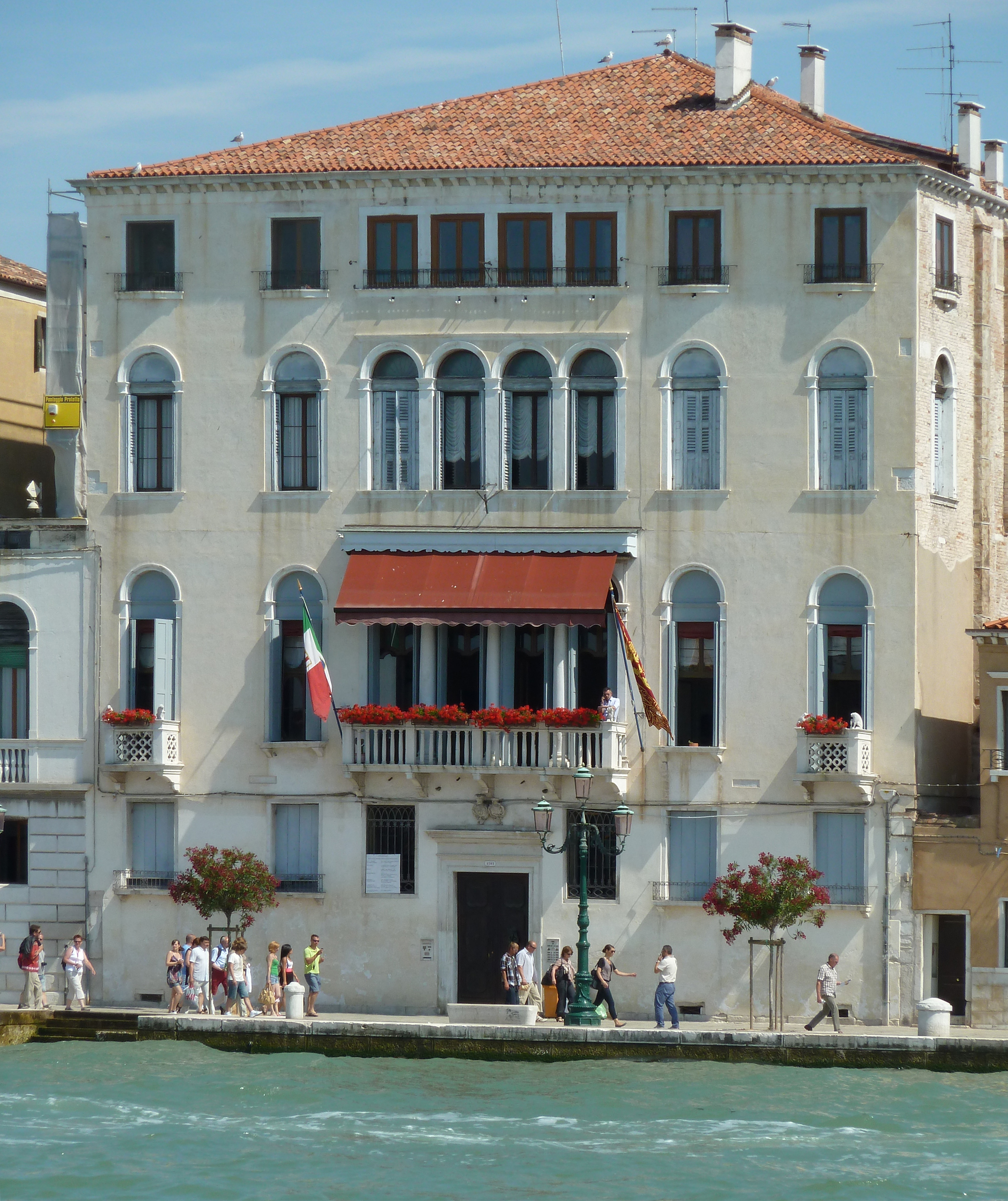
Palazzo Clary-Ficquelmont

Palazzo Clary-Ficquelmont ist ein Palast in Venedig in der italienischen Region Venetien. Er liegt im Sestiere Dorsoduro mit Blick auf den Canal della Giudecca, etwas rechts vom Palazzo Giustinian Recanati.

## Geschichte
Der im 17. Jahrhundert erbaute Palast gehörte ab dem 19. Jahrhundert der französisch-österreichischen Adelsfamilie der Grafen von Ficquelmont, dann ihren Erben, den Fürsten von Clary und Aldringen (von der Burg Teplitz), die ihm den Namen verliehen haben.
Das zweite Hauptgeschoss war früher der Sitz des Konsulats von Frankreich, wo der „heiße Draht“ installiert war, der die USA und Russland (bis 1991 Sowjetunion) direkt miteinander verband. Diese direkte Telefonverbindung sollte das Risiko eines versehentlich ausgelösten Atomkrieges vermindern.
Der „heiße Draht“ wurde im Kalten Krieg am 30. August 1963 aktiviert und die Meldungen wurden zum Versand verschlüsselt.

## Beschreibung
Die Hauptfassade im Baustil der Spätrenaissance erstreckt sich über drei Vollgeschosse und ein Mezzaningeschoss unter dem Dach.
Im Erdgeschoss öffnet sich ein großes, rechteckiges Portal, über dem ein Paar behauener Wappen angebracht ist.
Das Gebäude hat zwei Hauptgeschosse: Im ersten Obergeschoss Rundbogenöffnungen angebracht, je ein Paar einzelner Fenster auf jeder Seite und ein breites Vierfachfenster in der Mitte, dessen Bögen von ionischen Säulen getragen werden und das mit einer steinernen Balustrade versehen ist, geschmückt mit Löwenstatuem. Das zweite Obergeschoss hat dieselbe Fenstereinteilung, wobei die Fenster allerdings kürzer sind.
Das Mezzaningeschoss mit symmetrisch angeordneten, kleinen Fensteröffnungen wird von einem gezahnten Gesims gekrönt.
Auf der Rückseite erstrecken sich zwei Flügel, die dem Palast einen U-förmigen Grundriss verleihen. Dort findet man einen kleinen Garten, der von einer Mauer eingeschlossen ist. Er öffnet sich über einen Bogen zum Wasser des Rio di Ognisanti.